# Whose Bed Have Your Boots Been Under?
Whose Bed Have Your Boots Been Under? è un singolo della cantante canadese Shania Twain, pubblicato nel 1995 ed estratto dall'album The Woman in Me.

## Tracce
- 7" (USA)

1. Whose Bed Have Your Boots Been Under? (Edit)
2. Any Man of Mine

## Video
Il videoclip della canzone è stato diretto da John Derek e girato a Santa Ynez (California).